# Федоряк, Николай Александрович
Николай Александрович Федоряк (род. 11 сентября 1949, Ивановка, Приморский край) — государственный деятель, член Совета Федерации.

## Биография
Родился в с. Ивановке Приморского края. Окончил Благовещенское высшее танковое командное училище, Высшую школу КГБ СССР. В 1974—1998 гг. служил в органах КГБ СССР, ФСК/ФСБ РФ. В 2000—2004 гг. — начальник УФСБ по Волгоградской области. С 2004 гг. — заместитель полпреда президента РФ в ЮФО.

### Государственные награды
- 1991 г. — медаль «Ветеран Вооруженных Сил СССР»
- 1993 г. — медаль «За отвагу»
- 1995 г. — орден «За военные заслуги»
- 1996 г. — медаль Жукова 2000 г. — медаль Жукова
- 2000 г. — орден «За заслуги перед Отечеством» IV степени
- 2005 г. — почетное звание «Заслуженный работник физической культуры Российской Федерации»
- 2006 г. — медаль «За отличие в охране государственной границы»
- 2008 г. — орден Почета